# Fridericianum Davos

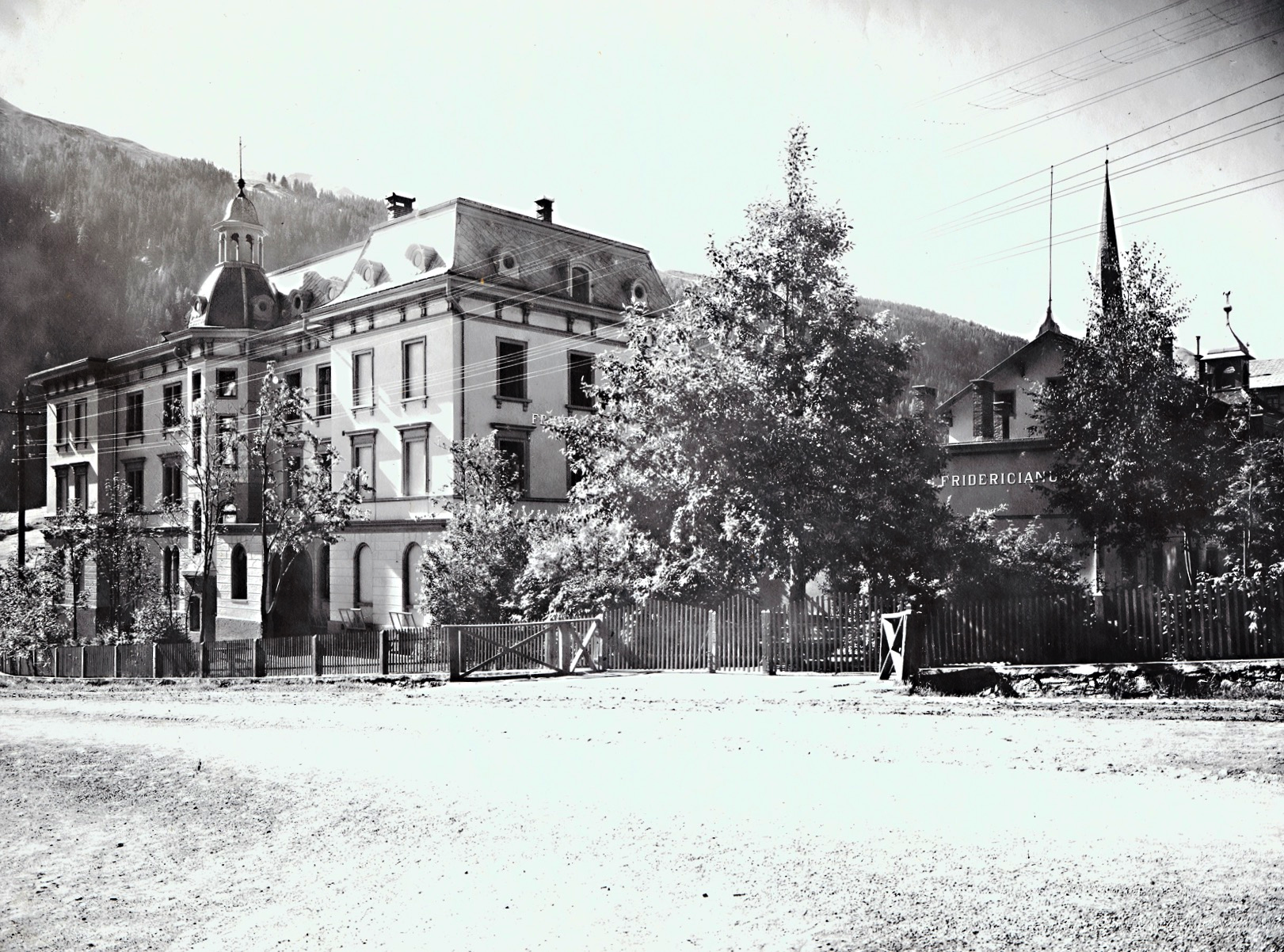
Das Fridericianum in Davos um die Jahrhundertwende

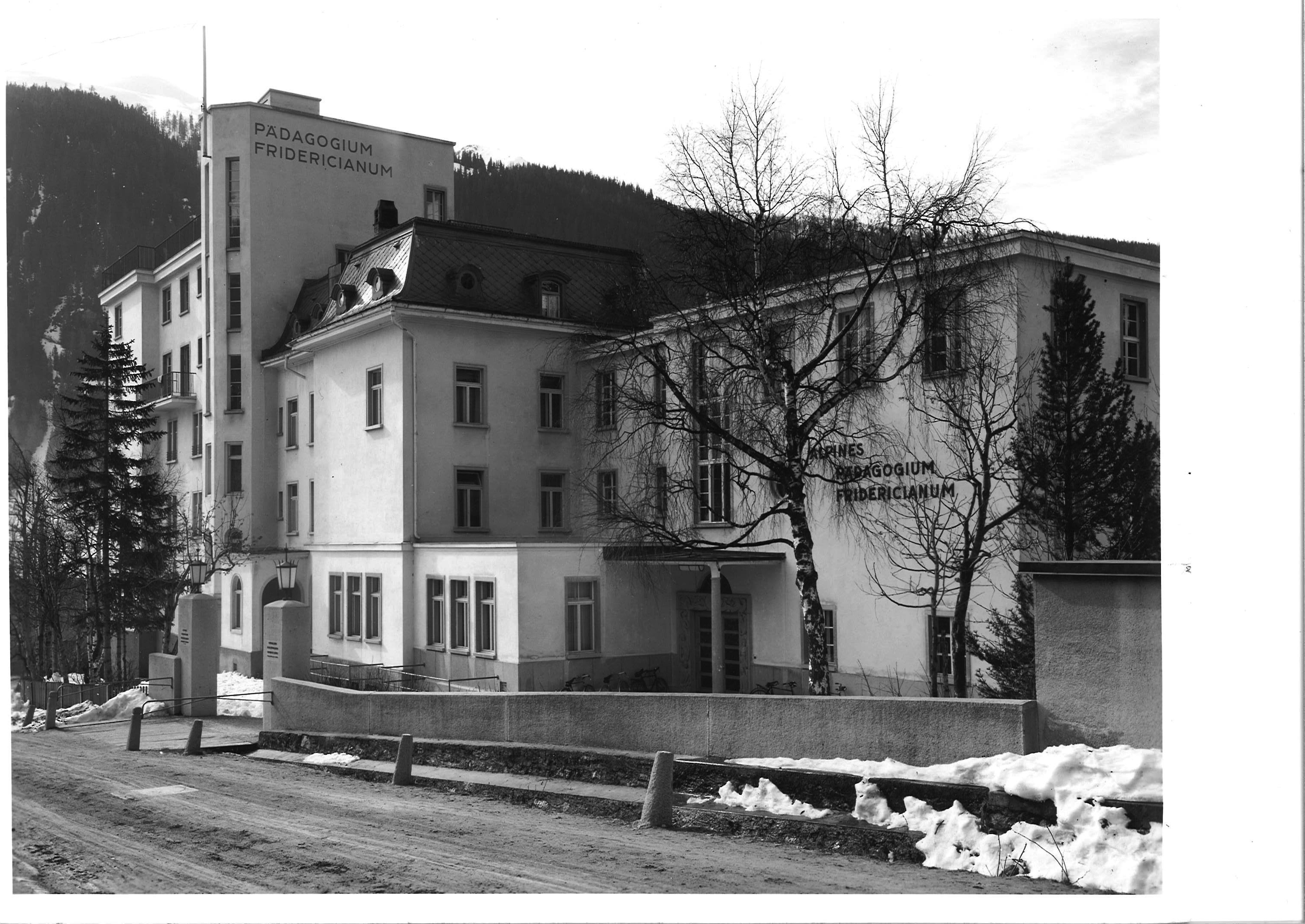
Das Fridericianum 1945

Das Fridericianum in Davos war ursprünglich ein Gymnasium für Lungenkranke und heißt nun Schweizerische Alpine Mittelschule Davos.
Es wurde 1878 von Hermann Perthes gegründet, der das Institut auch in den ersten beiden Jahren leitete, und nach dem badischen Großherzog Friedrich I. benannt, bei dem Perthes als Prinzenerzieher tätig war und der ihn zum Geheimen Hofrat ernannte. Nachdem schon seit längerer Zeit drei Vorklassen sowie eine Oberrealschule und ein Realgymnasium angegliedert worden waren, erhielt das Fridericianum 1909 den Status einer  deutschen Auslandsschule. Dies hatte für die Zöglinge den Vorzug, dass sie zur Ablegung der Prüfung zur Obersekundareife nicht mehr nach Baden reisen mussten. Ab 1919 konnte auch das Abitur am Fridericianum erlangt werden.
1942 ging die Schule in den Besitz eines Schulvereins über, der von Vertretern der NSDAP in Deutschland und der Schweiz kontrolliert wurde. 1945 wurde sie nach einer Volksabstimmung von der Landschaft Davos aufgekauft und erhielt als Stiftung den Namen Schweizerische Alpine Mittelschule Davos. Nach wie vor war sie für kranke und erholungsbedürftige Kinder und Jugendliche gedacht.

## Literarische Erwähnung
In Thomas Manns Roman Der Zauberberg wird das Fridericianum mehrfach erwähnt. Leo Naphta, der Gegenspieler Settembrinis, lehrt an dieser Anstalt, und der Knabe Teddy wird, weil sein Fall zu schwer für das Fridericianum wird, in das Sanatorium Berghof umquartiert.

## Bekannte Schüler
- François Bondy
- Arnold Fanck
- Katharina Focke
- Friedrich Koenekamp
- Felix Noeggerath
- Wilhelm Paulcke
- Jesco von Puttkamer
- Oscar Schuster